# Relative ID
En informatique, sur Windows, le RID (relative ID) est une partie du Security Identifier (SID). Sa taille est de 32 bits. 
L'identifiant RID est unique seulement au sein d'un domaine, alors que le SID, lui, est unique dans le monde entier. Le RID est un des éléments de base de la SAM, alors que le SID est un élément de base d'Active Directory.
Le contrôleur de domaine qui est spécialisé dans l'attribution des RID est appelé "RID master'' ; le terme "master" signifie ici Maître d'opérations, et correspond l'un des cinq rôles FSMO (Flexible Single Master Operation).

## Équivalence par rapport àUnix
Les RID d'un utilisateur et d'un groupe sous Windows sont l'équivalent respectivement de l'UID et du GID d'Unix.